# Nikolsdorf (Wien)
Nikolsdorf ist eine zwischen 1555 und 1568 gegründete, als planmäßige Gassensiedlung entstandene Wiener Vorstadt, die 1594 als Niclßdorff erwähnt wird. Ihr Name leitet sich entweder von Nikolaus Olai, dem Erzbischof von Gran und Gründer der Siedlung, vom Nonnenkloster St. Nikolai in der Singerstraße oder von dessen gleichnamigen Mutterkloster vor dem Stubentor ab.
Schon zu Beginn des 17. Jahrhunderts hatte Nikolsdorf einen eigenen Richter. 1727 gelangte die Vorstadt durch Kauf an die Gemeinde Wien.
Die Eingemeindung erfolgte im Jahr 1850 als Teil des neuen 4. Bezirks Wieden. Im Jahr 1862 wurde Nikolsdorf dem neuen 5. Bezirk Margareten zugeteilt.

Alte Ansichten von Nikolsdorf
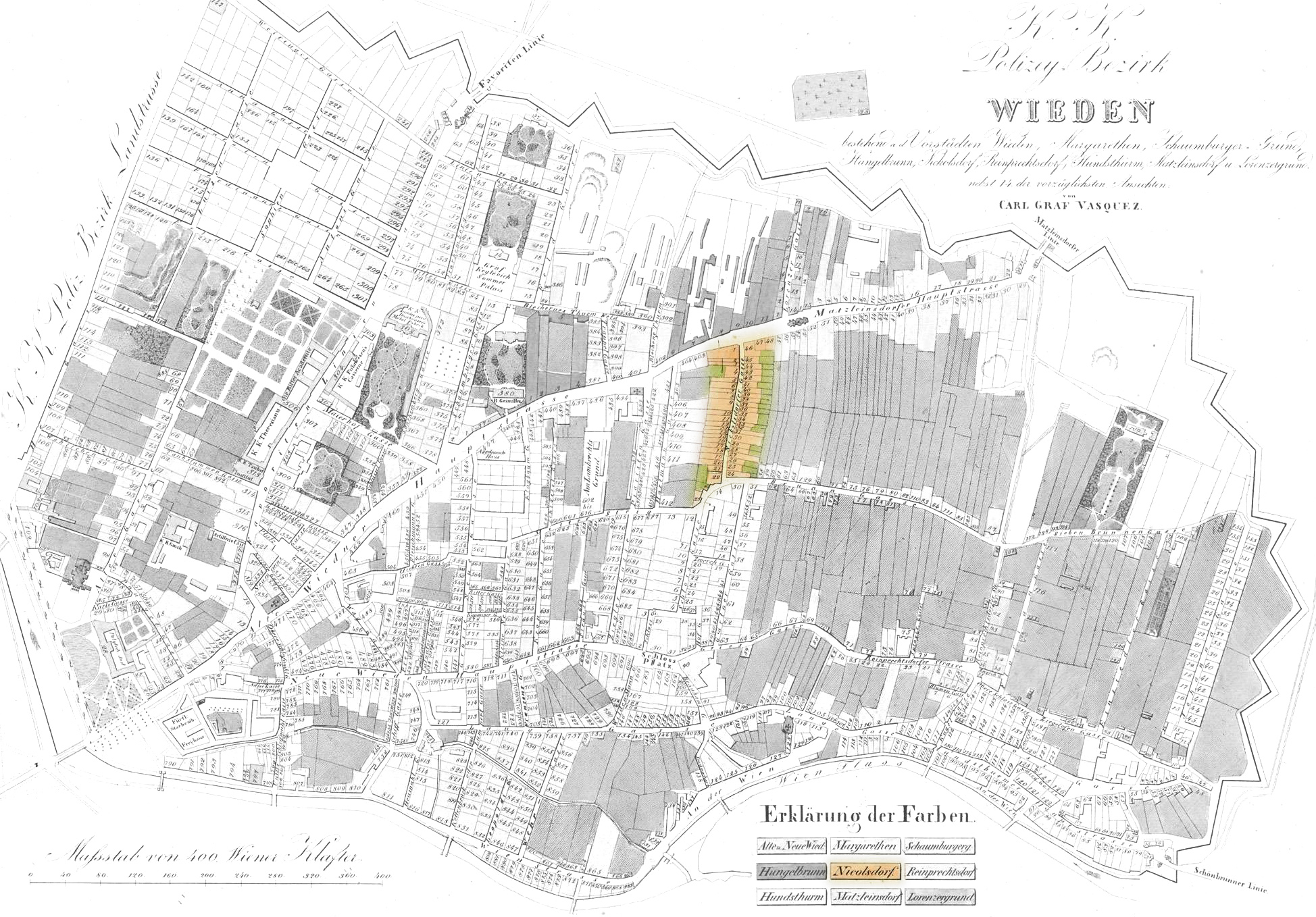
Nikolsdorf um 1830
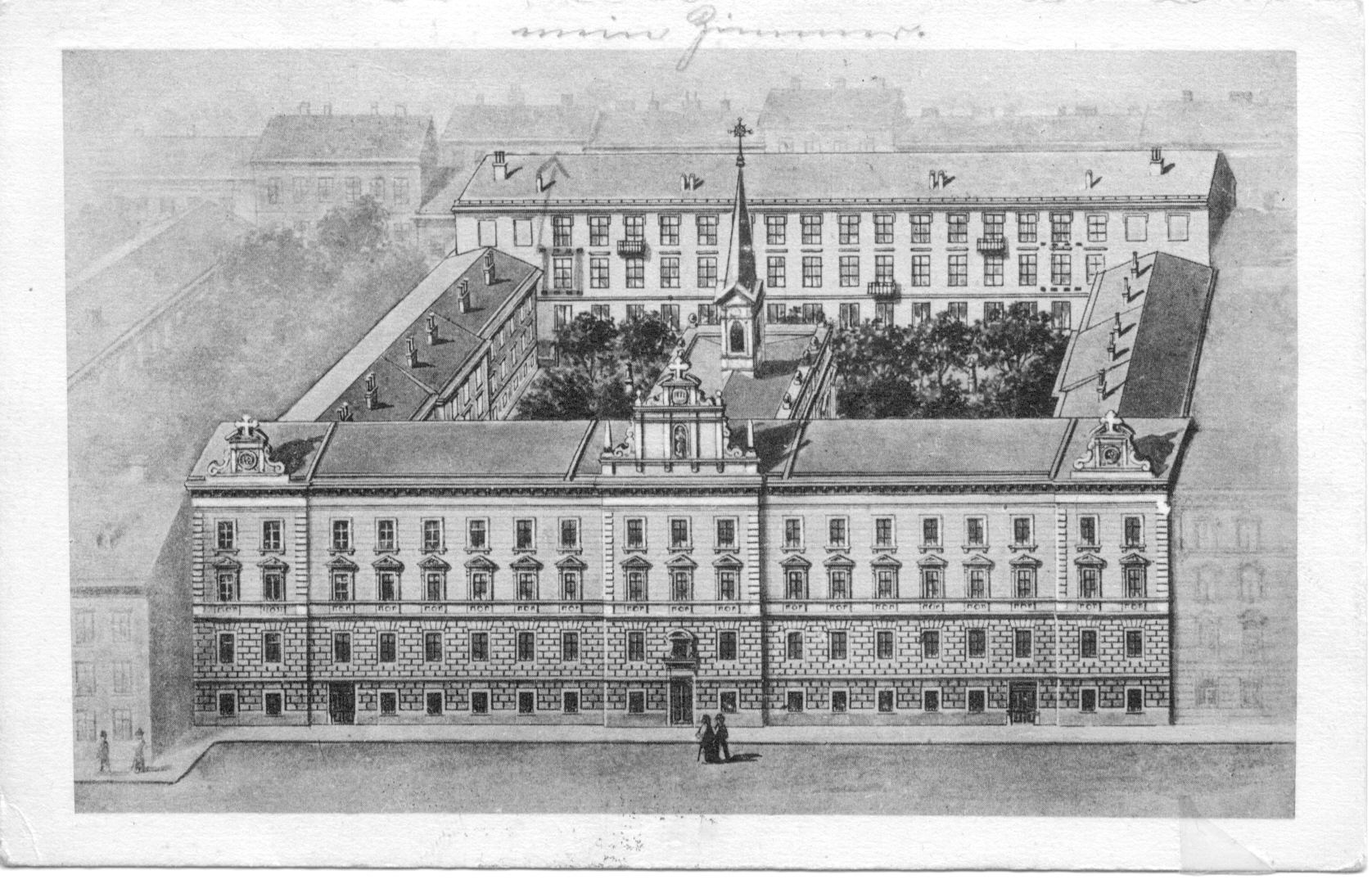
Hartmannspital in einer alten Ansicht
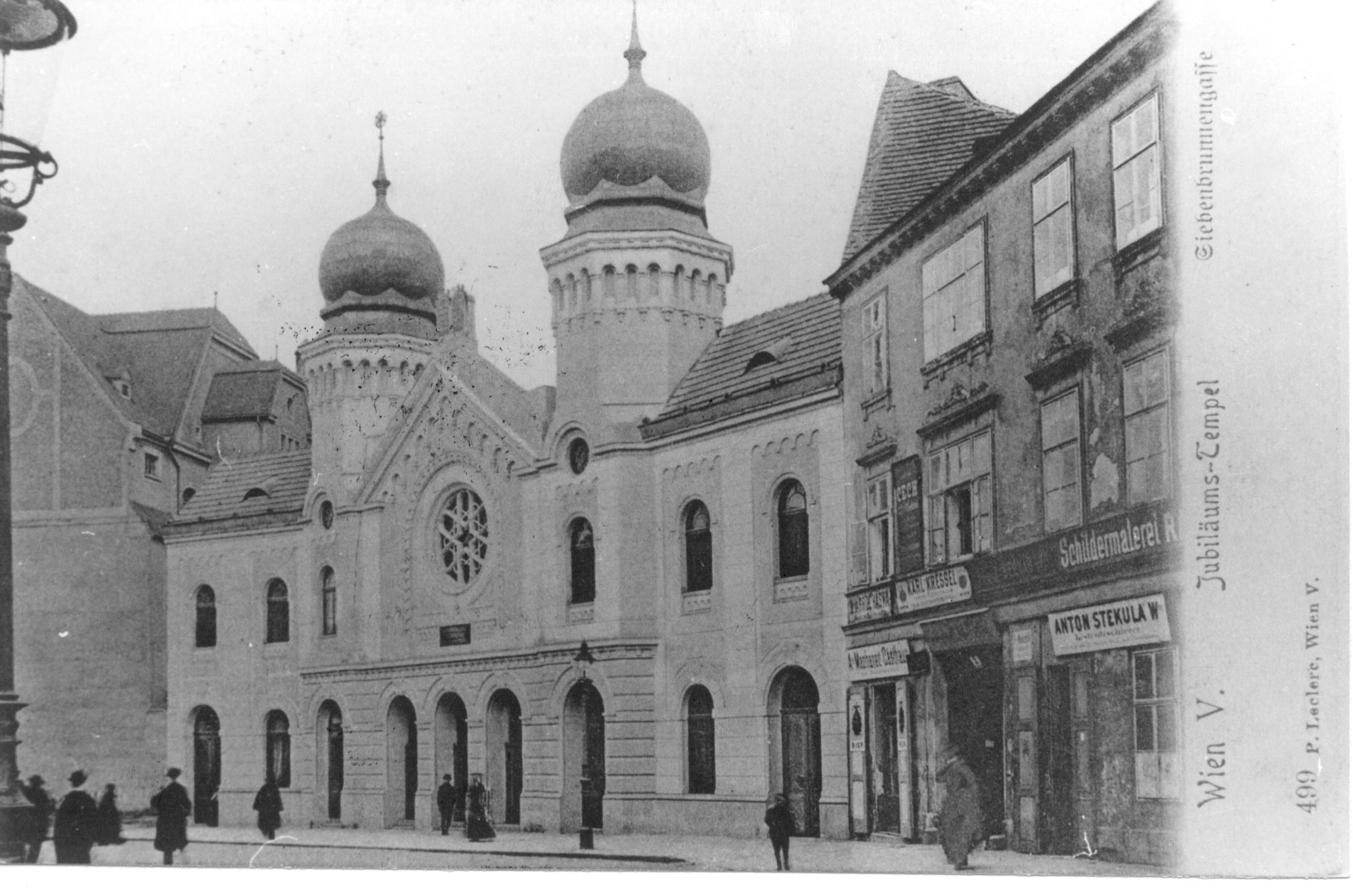
Ehemalige Synagoge in der Siebenbrunnengasse 1a